# Insulto materno

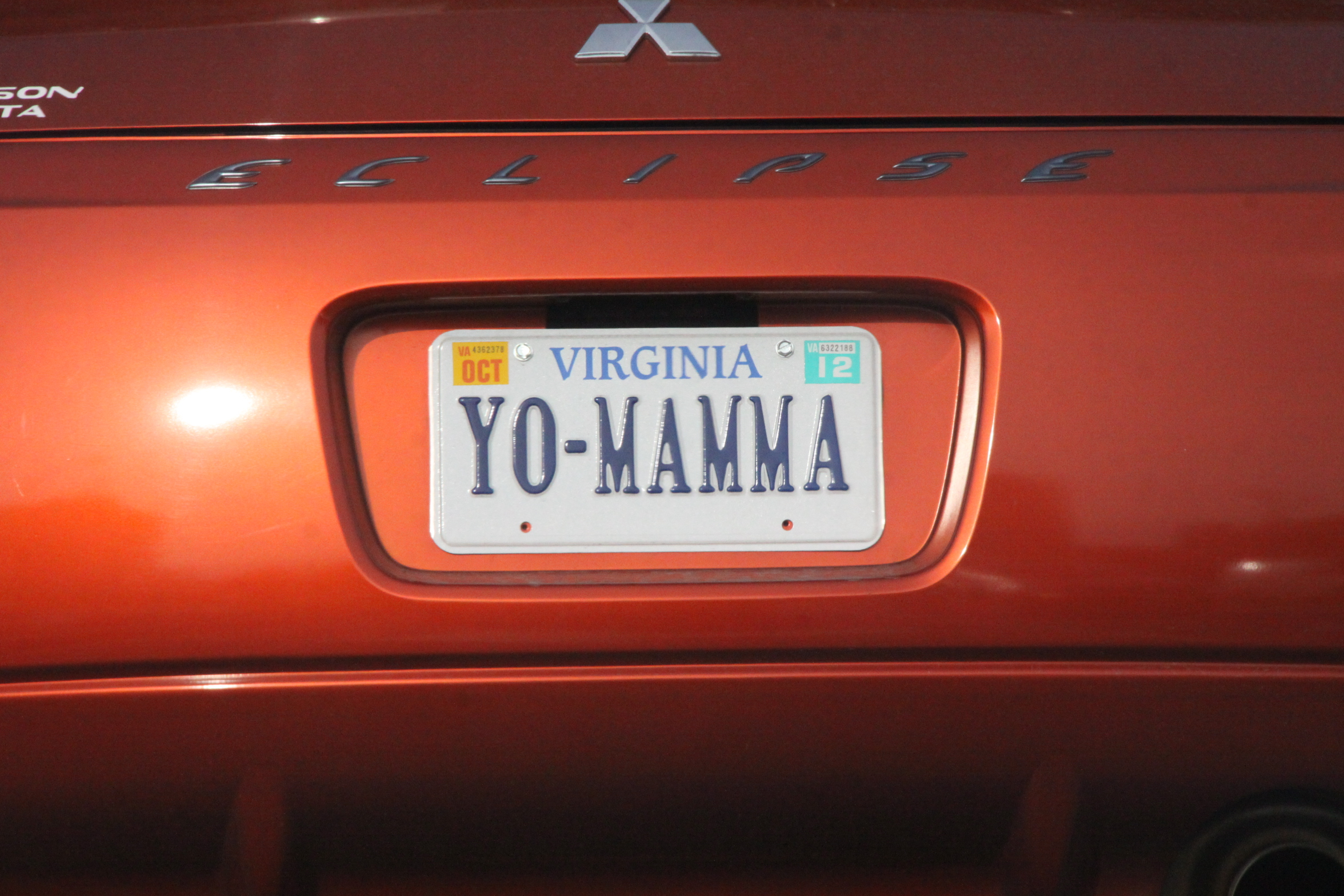
Los insultos maternos son conocidos en Internet bajo la frase “Yo Mama”, siendo este un fenómeno y meme de Internet, en la imagen se puede ver una matrícula de Virginia con la frase “Yo Mamma”.

Un insulto materno es una referencia hecha hacia la madre de una persona a través del uso de frases como "tu madre" u otras variantes regionales, frecuentemente usadas para insultar al objetivo a través de su progenitora. Usado como un insulto, "tu madre..." apresa los amplios sentimientos de la piedad filial, haciendo al insulto particularmente y globalmente ofensivo. "Tu madre" puede ser combinado con la mayoría de los insultos posibles, aunque las sugerencias de promiscuidad son especialmente comunes. Los insultos basados en la obesidad, incesto, edad, raza, pobreza, mala higiene, fealdad, o estupidez también pueden ser usados.
En comparación con otras clases de insultos, los insultos de tipo "tu madre" tienen una especial tendencia a suscitar violencia.
A veces se usan variantes por la jerga tales como "tu mamá", dependiendo también de los dialectos locales. Los insultos que involucran a las madres se usan con frecuencia cuando se juega a The Dozens, un tipo de competencia verbal típica de jóvenes afroamericanos en el que se insultan unos a otros hasta que uno de los dos participantes se queda sin respuesta.
Aunque la frase tiene una larga historia de inclusiones de porciones descriptivas, la frase "tu madre" por sí misma, sin ningún calificativo, se ha vuelto de uso común como un insulto multi-propósito o como una expresión de desafío. El insulto puede perder su gracia si lo que se dice es cierto, por lo que debe ser usado con cuidado.

## Ejemplo históricos
William Shakespeare hizo uso de una artimaña tal en el Acto I Escena 1 de Timón de Atenas:

Pintor: "Eres un perro."

Apemantus: "Tu madre es de mi generación. ¿Qué es ella, si yo soy un perro?"

## En la cultura popular
La película mexicana Y tu mamá también, de 2001, tiene un título que tiene que ver con los insultos maternos. También existe un programa de televisión llamado Yo Momma que presenta a concursantes insultándose mutuamente. Además, el grupo australiano de hiphop Butterfingers publicó una canción llamada "Yo Mama", que llegó hasta el puesto 17 en el Triple J Hottest 100, en 2004.